# Дом М. Н. Сиротина
Дом М. Н. Сиротина — памятник архитектуры в историческом центре Нижнего Новгорода. Построен в 1910 году, автор проекта неизвестен.
Здание является неотъемлемым элементом градоформирующего комплекса застройки исторической территории «Старый Нижний Новгород». Вместе с другими жилыми домами улиц Студёной, Славянской, Короленко и Новой памятник создаёт цельный ансамбль исторической застройки второй половины XIX — начала XX веков, характерной для Нижнего Новгорода.     

## История
Усадьба расположена на южной окраине исторической части Нижнего Новгорода (достопримечательное место Старый Нижний Новгород), застройка территории которой начала формироваться с середины XIX века, по генеральному плану от 1839 года. Ранее, с 1787 по 1824 года, здесь стояли канатные заводы, но позже, согласно указу императора Николая I, территория была прирезана к городу и на ней стал формироваться крупный селитебный район с жилой застройкой. Планировкой территории занимались архитектор И. Е. Ефимов и инженер П. Д. Готман в 1836—1839 годах. В соответствии с планом были проложены улицы Новая, Канатная (Короленко) и Немецкая (с 1914 года — Славянская).
Памятник архитектуры являлся жилым домом на территории городского домовладения, с 1908 года принадлежавшего потомственному почётному гражданину Михаилу Николаевичу Сиротину, главному агенту Русского страхового общества. К тому времени на усадьбе были выстроены два двухэтажных дома (полукаменный и деревянный), деревянный одноэтажный флигель с мезонином и службы. Все здания были уничтожены в ходе пожара 27 мая 1910 года. В том же году был составлен проект на постройку двухэтажного дома, одноэтажного дома и здания служб, утверждённый Нижегородской управой 4 августа. Дом, делившийся на несколько квартир, предназначался под доходную функцию. Поставленные в одну линию небольшой флигель и протяжённый служебный корпус располагались вдоль западной границы участка. Заднюю часть усадьбы занимал сад.
Проект был выполнен в следующие год-два. Все строения уже значились в документах 1915 года. Если внутренняя планировка главного дома была выполнена с большой точностью, то внешний декор был сильно упрощён по сравнению с проектом. В тот же период вдоль боковых сторон участка были возведены глухие кирпичные стены — брандмауэры. В 1915 году домовладение перешло в собственность потомственной почётной гражданки Натальи Сиротиной, которая владела им по меньшей мере до 1918 года.
Флигель и службы были снесены во второй половине XX века. Главный дом принят в муниципальную собственность в 1991 году. В 2013 году здание признали аварийным и подлежащим сносу. Дом был расселён, но не снесён. В 2017 году главный архитектор научно-исследовательского предприятия «Этнос» Ирина Агафонова и юрист Марина Чуфарина подали заявление о включении здания в единый государственный реестр объектов культурного наследия (памятников истории и культуры) народов Российской Федерации. В 2018 году дом получил статус объекта культурного наследия регионального значения.
В 2023 году начались работы по реставрации здания, с приспособлением его под предприятие общественного питания.

## Архитектура

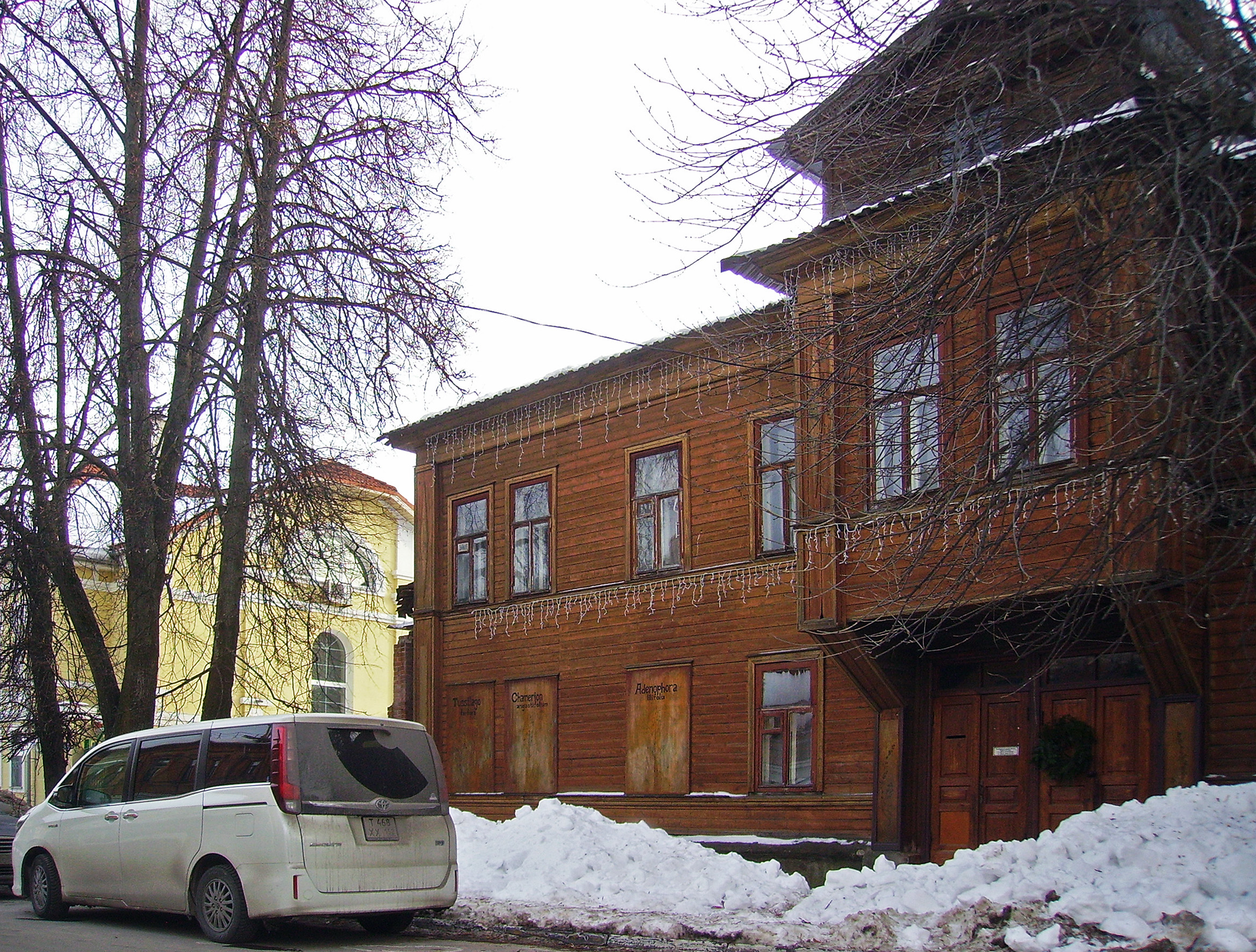
Эркер на главном фасаде дома

Дом двухэтажный деревянный, расположен по красной линии Славянской улицы. Стены сложены из брёвен с остатком, обшиты калёванным тёсом и поставлены на кирпичный оштукатуренный цоколь. В плане дом асимметричный, вытянутый вдоль улицы, завершён вальмовой крышей. Основной объём усложнён со стороны двора каркасными сенями. Внешний облик сдержан и лапидарен, предположительно, из-за утраты части декора. 
Главный фасад строго симметричен. В середине его расположены два парадных входа с двустворчатыми филенчатыми дверями и застеклёнными фрамугами, и нависающий над ними эркер с двумя окнами. Над эркером устроен небольшой мезонин, в тимпане которого помещён килевидный вырез. По сторонам от входов и эркера помещены по четыре окна. Углы фасада и эркера украшены огибающими филёнчатыми лопатками с накладными ромбами, вытянутыми по вертикали. По горизонтали фасад членён полками, в уровне подоконников обоих этажей, а также полным венчающим антаблементом. Окна обрамлены простыми рамочными наличниками.
Боковой западный фасада в четыре световые оси симметричен и повторяет членения и декор парадного. Дворовый южный фасад ассиметричен. Выступ сеней в средней части завершён треугольным фронтоном с квадратным чердачным окном в тимпане. На торце сеней расположен вход с одностворчатой филенчатой дверью. На боковом восточном фасаде расположен чёрный вход на первый этаж. Его членения и декор аналогичны главному фасаду. 
Оба этажа имеют одинаковую планировку, за исключением небольшой комнаты в эркере. Центром композиции являются сени с одномаршевыми деревянными лестницами, расположенные на поперечной оси здания. Параллельно парадной лестнице во втором этаже имеется более узкая и крутая деревянная лестница на чердак. По сторонам от сеней расположены жилые комнаты, разделённые каркасными перегородками, оштукатуренными по дранке. В западной части на каждом этаже пять комнат группируются по сторонам небольшой прихожей, в восточной — по сторонам коридора.
В интерьерах сохранились кирпичные печи без отделки, при этом часть из них были переложены в советское время, а также часть филенчатых двухстворчатых дверей. Одна из печей первого этажа украшена фигурной филёнкой и полочкой. В некоторых комнатах второго этажа сохранились простые широкие потолочные карнизы. Парадная и чёрная лестницы украшены профилированными тетивами и поручнями. Ограждение лестниц во втором этаже также включают столбики с перекрещивающимися рейками и резные стойки. 